# Chipinge
Chipinge este un oraș din Zimbabwe.